# Chioninia stangeri
Chioninia stangeri är en ödleart som beskrevs av  Gray 1845. Chioninia stangeri ingår i släktet Chioninia och familjen skinkar. Inga underarter finns listade i Catalogue of Life.